# كاثي ليندر
كاثي ليندر هي مغنية سويسرية، ولدت في 24 مايو 1963 في Alle, Switzerland ‏ في سويسرا.

## وصلات خارجية
- الموقع الرسمي
- كاثي ليندر على موقع ميوزك برينز (الإنجليزية)
- كاثي ليندر على موقع ديسكوغز (الإنجليزية)